# Maurizio Galbaio

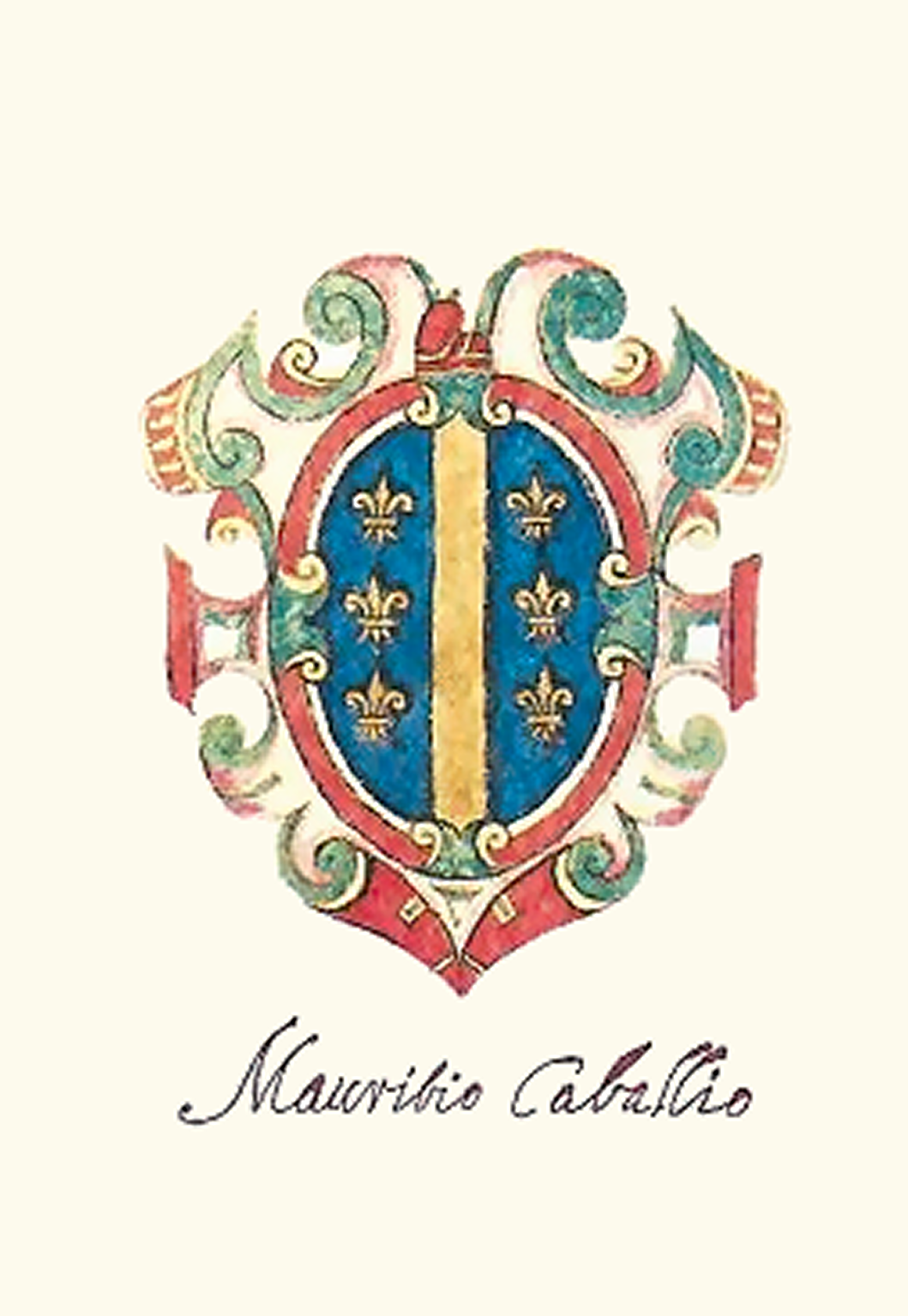
Escudo de armas de Maurizio Galbaio

Maurizio Galbaio (en latín: Mauricius Galba) (muerto en 787) fue el séptimo tradicional, pero históricamente quinto dux de Venecia desde el año 764 hasta su muerte. Fue el primer gran dux, reinó durante 22 años y colocó a Venecia en el camino de su independencia y prosperidad. 
Maurizio fue elevado como dux en un tiempo en el cual se elegían anualmente dos tribunos para controlar el poder ducal. Su predecesor había pertenecido a la facción pro-lombarda, pero Maurizio era un hombre rico de la pro-bizantina Eraclea. Se oponía tanto a la fuerte facción republicana, que abogaba por una independencia de facto, como a la pro-franca y la pro-lombarda. Recibió los títulos de magister militum e hypatus de mano del emperador bizantino León IV el Jázaro.
El rey lombardo Desiderio, motivado por la alianza entre el papado y el rey franco Carlomagno y el fuerte apoyo de los clérigos a una hegemonía franca en Venecia, devastó los estados papales e Istria, llegando incluso a capturar al hijo del dux Giovanni. A través del papa, Maurizio envió embajadores a Carlomagno y su hijo fue liberado. Maurizio hizo entonces el primero de los muchos intentos posteriores de crear un ducado hereditario cuando, en el año 778, declaró a su hijo segundo dux. Maurizio obtuvo del emperador bizantino consentimiento para este último acto. 
Durante los últimos once años del mandato de Maurizio, los venecianos se expandieron permanentemente a las islas del Rialto. En la pequeña isla de Olivolo (hoy Castello), reconsagró la iglesia de Sergio y Baco así como la de San Pedro, que fue elevada al rango episcopal y convertida en catedral de Venecia. Un hecho destacado de su mandato fue la expulsión de la Pentápolis italiana de los mercaderes venecianos por traficar con esclavos y eunucos. 
Maurizio fue evidentemente sucedido por su hijo a su muerte. Su apellido, Galbaio, viene por su reputada descendencia del emperador romano Galba. 